# Верхнее Калино
Верхнее Калино — село в Пермском крае России. Входит в Чусовской городской округ.

## Географическое положение
Село расположено в центральной части округа на правом берегу реки Чусовая на расстоянии примерно 7 километров на запад по прямой от города Чусовой.

## История
Известно с 1623—1624 годов как деревня. В том же XVII веке стало селом после постройки Воскресенской деревянной церкви. В 1919 переименовывалось в село Свобода, но до конца процесс переименования был не доведён. В начале 2000-х годов в селе имелось: средняя школа и детсад, ветлечебница, фельдшерско-акушерский пункт, библиотека и дом культуры. 
С 2004 до 2019 гг. деревня была центром ныне упразднённого Верхнекалинского сельского поселения Чусовского муниципального района.

## Население
Постоянное население составляло 868 человек в 2002 году (95 % русские), 891 человек в 2010 году.

## Климат
Климат умеренно континентальный. Среднегодовая температура воздуха колеблется около 0 градусов, среднемесячная температура января — −16 °C, июля — +17 °C, заморозки отмечаются в мае и сентябре. Высота снежного покрова достигает 80 см. Продолжительность залегания снежного покрова 170 дней. Продолжительность вегетационного периода 118 дней. В течение года выпадает 500—700 мм осадков.